# Pyrrhoernestia peticola
Pyrrhoernestia peticola là một loài ruồi trong họ Tachinidae.